# Wiedbrookschloot
Der Wiedbrookschloot ist ein Schloot auf dem Gebiet der Stadt Aurich im Landkreis Aurich in Ostfriesland. Er entspringt 1 Kilometer westlich von Spekendorf  verläuft nach Osten und mündet bei Spekendorf in das  Norder Tief (Harle).